# Col de la Croix Fry
Der Col de la Croix Fry ist ein 1477 Meter hoher Gebirgspass in den französischen Alpen. Er befindet sich in der Region Auvergne-Rhône-Alpes im Département Haute-Savoie und führt durch die Chaîne des Aravis. Die Ausgangspunkte des Anstiegs sind Thônes im Westen und Saint-Jean-de-Sixt im Norden. Die D16 führt über die Passhöhe und mündet schließlich in die D909, auf der man nach nur wenigen Kilometern auf den bekannteren Col des Aravis (1487 m) gelangt.
Unweit der Passhöhe befindet sich das Skigebiet Plateau de Beauregard das zahlreiche Langlaufloipen und Skilifte beinhaltet.

## Streckenführung
Die Westauffahrt beginnt in Thônes und führt auf den ersten zwei Kilometern bei moderater Steigung entlang des Fier über die D12 nach Chamossière. Nun zweigt man links auf die kleinere D16 ab und die Straße beginnt mit rund 8 % deutlich stärker anzusteigen. In bewaldetem Gebiet geht es nun nach Villard Dessous, das man nach rund fünf gefahrenen Kilometern erreicht. Hier beginnt die Straße abzuflachen und führt durch Manigod bei einer Steigung von rund 4 %. Die letzten sechseinhalb Kilometer sind von dem für den Pass typischen Bild geprägt. In offenem Terrain geht es über acht Kehren vorbei an zahlreichen Chalets, die an der Passstraße liegen. Auf den ersten zweieinhalb Kilometern liegt die Durchschnittsteigung des oberen Teils bei fast 10 %, ehe es konstant mit 7 % bergauf geht. Insgesamt weist die Südauffahrt des Col de la Croix Fry auf ihrer Länge von 13,3 Kilometern eine Durchschnittssteigung von 6,3 % auf.
Die Nordauffahrt erfolgt von Saint-Jean-de-Sixt, das auch den Ausgangsort für den Col de la Colombière und den Col des Aravis bildet. Auf den ersten 5,8 Kilometern verläuft die Auffahrt auf den Col de la Croix Fry wie jene auf den Col des Aravis über die D909, ehe man bei Les Étages rechts auf die D16 abbiegt. Auf den ersten dreieinhalb Kilometern der D909 beträgt die Steigung weniger als 4 %, bevor die Straße bei La Clusaz stärker zu steigen beginnt und für rund zwei Kilometer bei etwa 6 % liegt. Wie die Westauffahrt führt auch die Nordauffahrt durch stark besiedeltes Gebiet. Nachdem Les Étages erreicht wurde, folgt eine kurze Zwischenabfahrt und die Steigung verändert ihr Erscheinungsbild. Auf den letzten drei Kilometer wechseln sich Flachstücke mit Rampen von bis zu 10 % ab. Zudem passiert die Straße nun eine Skipiste und führt auf dem letzten Kilometer durch ein kleines Waldstück, ehe sich dieses kurz vor der Passhöhe lichtet. Insgesamt weist die 10 Kilometer lange Nordauffahrt eine durchschnittliche Steigung von 5,1 % auf. Da die D909 bereits vor Saint-Jean-de-Sixt ab Thônes zu steigen beginnt kann man den Anstieg auch mit einer Länge von 18,4 Kilometern und einer Durchschnittsteigung von 4,6 % angeben.

## Tour de France
Im Gegensatz zum nahe gelegenen Col des Aravis, der bereits Teil der ersten Alpen-Etappe im Jahr 1911 war, wurde der Col de la Croix Fry erst bei der 81. Austragung der Tour de France befahren. Auf der 18. Etappe führt der Lette Pēteris Ugrjumovs über die Passhöhe, die auf dem Weg nach Cluses als vorletzter Anstieg überquert wurde. Drei Jahre später erfolgte im Jahr 1997 eine weitere Auffahrt, ehe der Pass in den Jahren 2004 und 2013 als Schlussanstieg diente. In beiden Fällen ging die Etappe in Le Grand-Bornand zu Ende, wobei sich der Portugiese Rui Costa bei der 100. Austragung der Tour de France neben der Bergwertung auch den Etappensieg sicherte. Die bislang letzte Überfahrt erfolgte im Jahr 2023 während der 15. Etappe. Wie bei allen vorangegangenen Austragungen wurde erneut die Westseite befahren und eine Bergwertung der 1. Kategorie abgenommen.
| Jahr | Etappe     | Bergwertung  | Erster am Gipfel  | Auffahrt |
| ---- | ---------- | ------------ | ----------------- | -------- |
| 1994 | 18. Etappe | 1. Kategorie | Pēteris Ugrjumovs | West     |
| 1997 | 15. Etappe | 1. Kategorie | Laurent Jalabert  | West     |
| 2004 | 17. Etappe | 1. Kategorie | Floyd Landis      | West     |
| 2013 | 19. Etappe | 1. Kategorie | Rui Costa         | West     |
| 2018 | 10. Etappe | 1. Kategorie | Rudy Molard       | West     |
| 2023 | 15. Etappe | 1. Kategorie | Giulio Ciccone    | West     |